# Armie Hammer

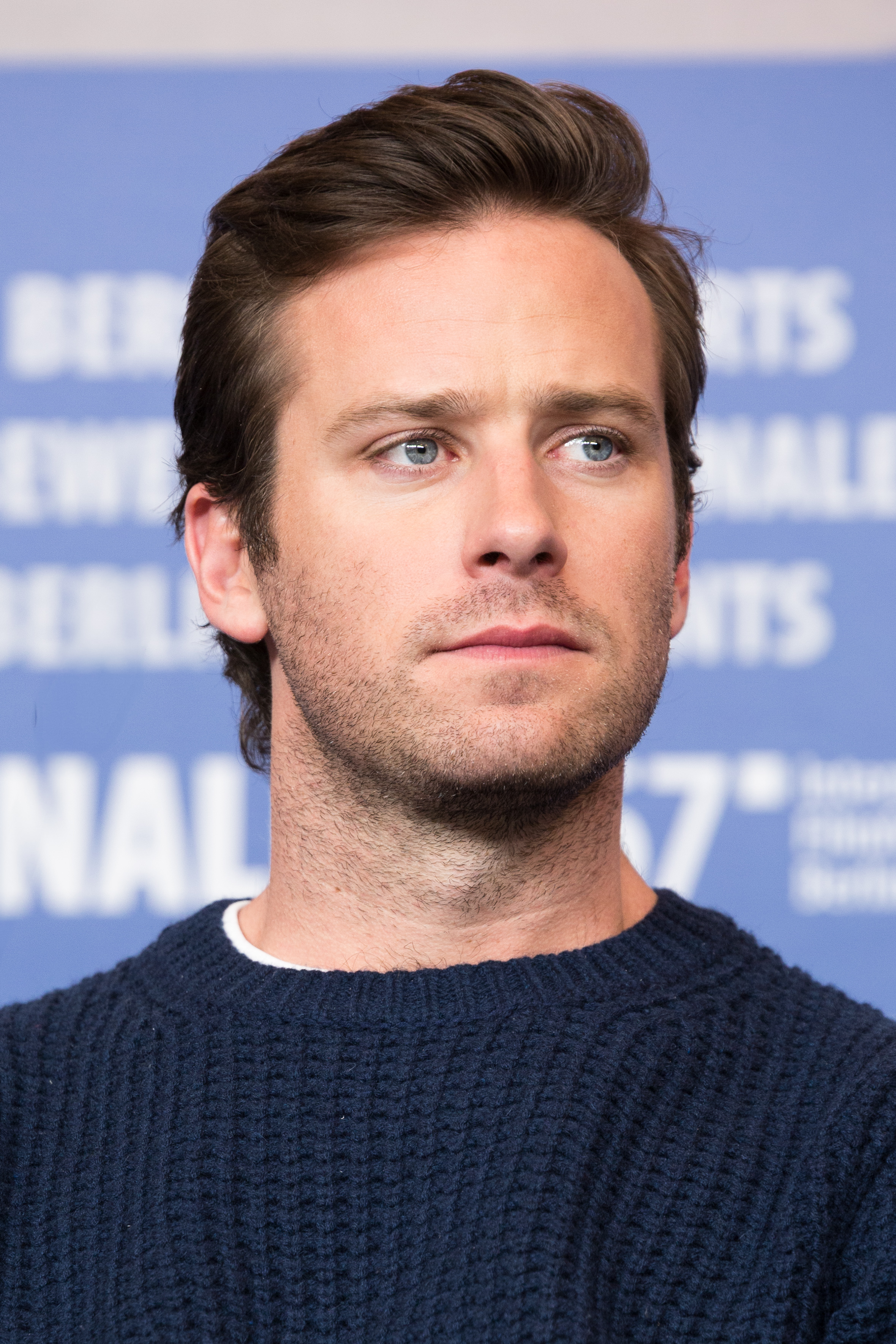
Armie Hammer (2017)

Armand Douglas „Armie“ Hammer (* 28. August 1986 in Los Angeles, Kalifornien) ist ein US-amerikanischer Schauspieler.

## Leben

### Familie und Privatleben
Hammer kam 1986 im kalifornischen Los Angeles als Sohn des Unternehmers Michael Armand Hammer (1955–2022) und dessen Frau Dru Ann Hammer (geborene Mobley) zur Welt. Er hat einen jüngeren Bruder. Sein Urgroßvater war der Industrielle und Kunstsammler Armand Hammer. Hammer wuchs in Los Angeles, Dallas und auf den Cayman Islands auf.
Hammer war seit dem Jahr 2007 mit der Journalistin Elizabeth Chambers liiert und seit August 2010 mit ihr verheiratet. Aus der Beziehung gingen zwei Kinder hervor, eine Tochter (* 2014) und ein Sohn (* 2017). Im Juli 2020 gab das Paar seine Trennung bekannt.

### Schauspielkarriere
Ab 2005 übernahm er erste kleinere Rollen in verschiedenen Fernsehserien. Im 2008 erschienenen Billy: The Early Years übernahm Hammer die Rolle des jungen Baptistenpastors Billy Graham. In der Verfilmung der Vonnegut-Kurzgeschichte Harrison Bergeron unter dem Titel 2081 übernahm Hammer die Rolle des Titelhelden.
In David Finchers Film The Social Network über die Entstehung des sozialen Netzwerks Facebook übernahm Hammer eine Doppelrolle als Zwillinge Cameron und Tyler Winklevoss. In Szenen, die beide Zwillinge zeigten, fungierte Josh Pence als Körperdouble für Hammer. Später wurden die notwendigen Szenen des zweiten Gesichtes im Studio aufgenommen und digital auf den Körper des anderen Winklevoss-Zwillings übertragen.
In Clint Eastwoods Biopic J. Edgar übernahm Hammer an der Seite von Leonardo DiCaprio und Naomi Watts die Rolle des Clyde Tolson.
Der großangelegte Tentpole-Film Lone Ranger, in dem Hammer an der Seite von Johnny Depp die Rolle der titelgebenden Hauptfigur übernahm, floppte im Sommer 2013. Auch Codename U.N.C.L.E. blieb 2015 weit hinter den finanziellen Erwartungen zurück, sodass Hammer nicht den erhofften Durchbruch zum großen Hollywood-Star schaffte. Hammers schauspielerische Leistungen in beiden Filmen wurden von der Kritik dennoch durchaus positiv wahrgenommen.

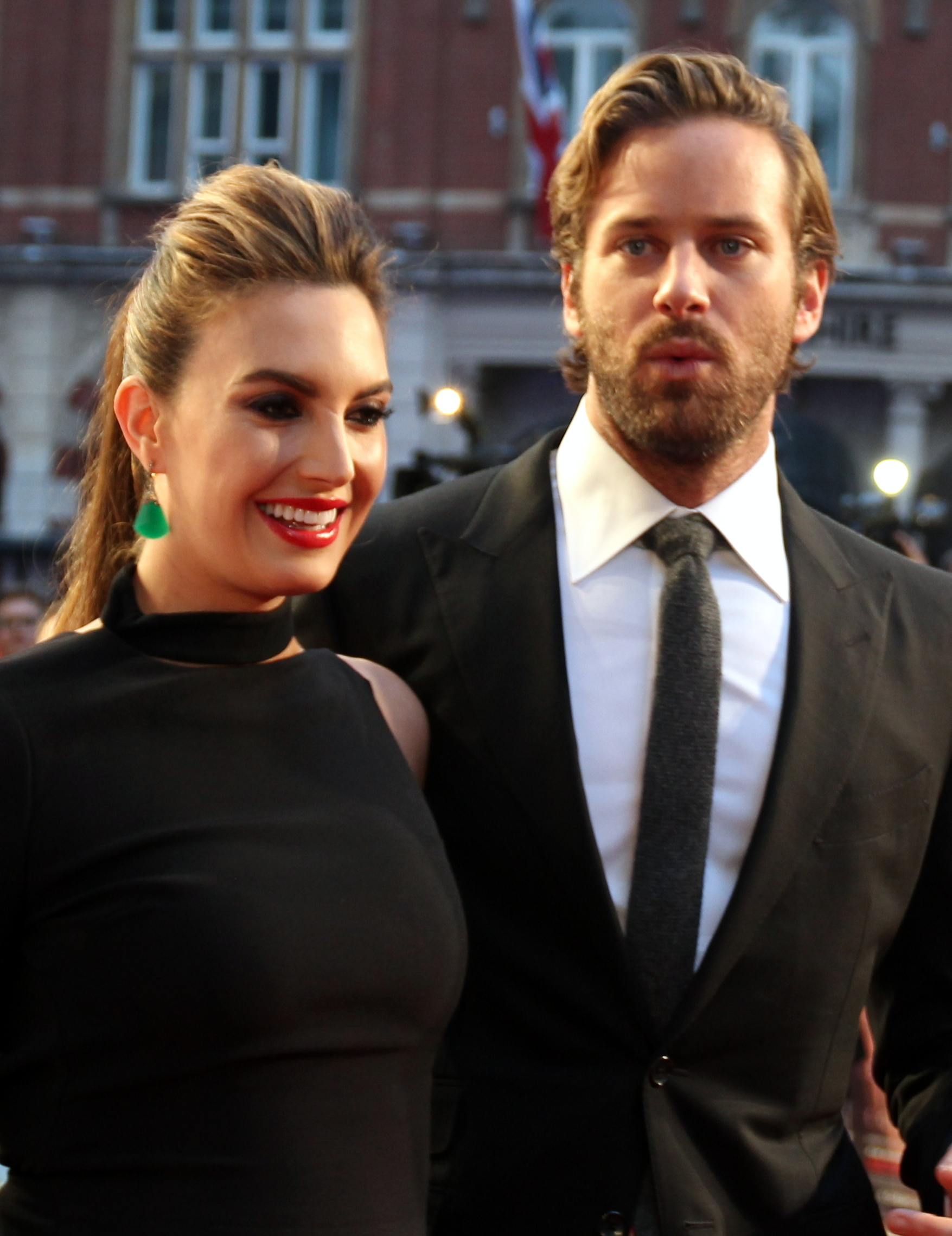
Hammer mit seiner damaligen Ehefrau Elizabeth Chambers (2016)

Danach widmete Hammer sich vorerst eher kleineren Filmprojekten. So war er 2016 im Historienfilm The Birth of a Nation – Aufstand zur Freiheit als Plantagenbesitzer Samuel Turner und in einer kleinen Nebenrolle im Psychodrama Nocturnal Animals zu sehen. In der britischen Actionkomödie Free Fire spielte er den an einem Waffenhandel beteiligten Mittelsmann Ord. 2017 übernahm Hammer eine Hauptrolle in dem für vier Oscars nominierten Liebesfilm Call Me by Your Name. Für seine Darstellung des Studenten Oliver erhielt er viel Kritikerlob und wurde für mehrere Filmpreise nominiert. Im selben Jahr wurde er in die Academy of Motion Picture Arts and Sciences aufgenommen, die jährlich die Oscars vergibt. 2018 war Hammer als Ehemann von Richterin Ruth Bader Ginsburg in der Filmbiografie Die Berufung – Ihr Kampf für Gerechtigkeit zu sehen. In Rebecca, einer abermaligen Verfilmung von Daphne du Mauriers gleichnamigen Roman, spielte er 2020 den undurchsichtigen britischen Adeligen Maxim de Winter.

### Missbrauchsvorwürfe und vorläufige Beendigung der Schauspielkarriere
Im Januar 2021 erreichten Bildschirmfotos von Chatverläufen der Plattform Instagram die Öffentlichkeit, auf denen Hammer angeblich verstörende Vorstellungen von Kannibalismus und Missbrauch teilt. Später warfen ihm mehrere Frauen, mit denen er sexuelle Beziehungen hatte, Gewalttätigkeiten und sexuellen Missbrauch vor. Obwohl Hammer zunächst die Authentizität dieser Bilder dementierte, verlor Hammer in der Folge unter anderem seine Rolle in der Actionkomödie Shotgun Wedding – Ein knallhartes Team neben Jennifer Lopez und in der Miniserie The Offer, eine Serie über die Entstehung von Der Pate, in der er Albert S. Ruddy verkörpern sollte. Zudem wurde die Veröffentlichung der Agatha-Christie-Verfilmung Tod auf dem Nil von und mit Kenneth Branagh, in der Hammer mitspielte, wegen der Vorwürfe auf ein späteres Datum verschoben. Der Film erschien letztlich ohne Veränderung in der Besetzung am 10. Februar 2022 in den deutschen Kinos.
Hammer kam nach den Vorwürfen an keine weiteren Filmrollen in Hollywood, zudem erfolgte die Scheidung von seiner Frau. Er arbeitete ab 2022 im Verkauf für Ferienwohnrecht auf den Cayman Islands. Aufgrund mangelnder Beweise wurden die Ermittlungen gegen Hammer im Jahr 2023 eingestellt. Ebenfalls 2023 äußerte sich Hammer erstmals öffentlich zu den Vorwürfen und bekannte sich zu Fehlverhalten und schlechten Machtdynamiken in seinen Verhältnissen zu den Frauen, erklärte aber zugleich, dass es sich in allen Fällen um einvernehmliche BDSM-Beziehungen gehandelt habe.

### Rückkehr in die Öffentlichkeit
Ab dem Sommer 2024 kehrte Hammer mit mehreren Interviews in das öffentliche Leben zurück, ehe er im Oktober 2024 einen eigenen Podcast startete. Ebenfalls ist er für eine Rolle in dem Western Frontier Crucible vorgesehen.

## Filmografie (Auswahl)
- 2005: Arrested Development (Fernsehserie, Folge The Immaculate Election)
- 2006: Veronica Mars (Fernsehserie, Folge Wichita Linebacker)
- 2006: Flicka – Freiheit. Freundschaft. Abenteuer. (Flicka)
- 2007: Blackout
- 2007: Desperate Housewives (Fernsehserie, Folge Distant Past)
- 2008: Billy: The Early Years
- 2009: Spring Breakdown
- 2009: Gossip Girl (Fernsehserie, 4 Folgen)
- 2009: Reaper – Ein teuflischer Job (Reaper; Fernsehserie, 5 Folgen)
- 2009: 2081 (Kurzfilm)
- 2010: The Social Network
- 2011: J. Edgar
- 2011: Der Vietnamkrieg – Trauma einer Generation (Vietnam in HD)
- 2012: Spieglein Spieglein – Die wirklich wahre Geschichte von Schneewittchen (Mirror, Mirror)
- 2013: Lone Ranger (The Lone Ranger)
- 2015: Entourage
- 2015: Codename U.N.C.L.E. (The Man from U.N.C.L.E.)
- 2016: The Birth of a Nation – Aufstand zur Freiheit (The Birth of a Nation)
- 2016: Nocturnal Animals
- 2016: Free Fire
- 2016: Überleben – Ein Soldat kämpft niemals allein (Mine)
- 2017: Call Me by Your Name
- 2017: Final Portrait
- 2018: Sorry to Bother You
- 2018: Hotel Mumbai
- 2018: Die Berufung – Ihr Kampf für Gerechtigkeit (On the Basis of Sex)
- 2019: Wounds
- 2020: Rebecca
- 2021: Crisis
- 2022: Tod auf dem Nil (Death on the Nile)

## Auszeichnungen und Nominierungen
- Toronto Film Critics Association Awards 2010: Auszeichnung als Bester Nebendarsteller in The Social Network
- Satellite Awards 2017: Nominiert als Bester Nebendarsteller in Call Me by Your Name
- Critics’ Choice Movie Award 2018: Nominiert als Bester Nebendarsteller in Call Me by Your Name
- Golden Globe Awards 2018: Nominiert als Bester Nebendarsteller in Call Me by Your Name
- Independent Spirit Award 2018: Nominiert als Bester Nebendarsteller in Call Me by Your Name